# Stiphropus drassiformis
Stiphropus drassiformis es una especie de araña del género Stiphropus, familia Thomisidae.

## Distribución
Se distribuye por África Oriental.

## Taxonomía
Fue descrita por O. Pickard-Cambridge en 1883.
Tratamiento taxonómico
La especie aparece registrada y publicada en On some new genera and species of spiders. Proceedings of the Zoological Society of London 51(3): 352–365, pl. 36–37.